# ブレット・ロウリー
ブレット・ラッセル・ロウリー（英: Brett Russell Lawrie, 1990年1月18日 - ）は、カナダ・ブリティッシュコロンビア州ラングリー出身の元プロ野球選手（三塁手または二塁手）。右投右打。

## 経歴

### プロ入り前
バンクーバー近郊のラングリーで生まれ、シアトル・マリナーズのファンとして育った。高校時代はブリティッシュコロンビア・プレミア・ベースボール・リーグのラングリー・ブレイズで俊足強打の捕手として活躍し、メジャーリーグのスカウト陣から注目を集めていた。

### プロ入りとブルワーズ傘下時代
アリゾナ州立大学への進学を予定していたが、2008年のMLBドラフトで、カナダ人打者としては史上最高となる1巡目（全体16位）でミルウォーキー・ブルワーズから指名され、プロ入り。同年8月の2008年北京オリンピックの野球競技にカナダ代表として出場している。
2009年は第2回WBCのカナダ代表に選出された。
シーズンではA級ウィスコンシン・ティンバーラトラーズに配属され、打率.274・13本塁打・OPS.802という成績を残し、シーズン終盤には19歳でAA級ハンツビル・スターズに昇格した。ポジションは捕手から二塁手にコンバートされた。シーズン終了後には、「ベースボール・アメリカ」誌選定の有望株ランキングで、アルシデス・エスコバーに次いで球団2位の評価を受けた。

### ブルージェイズ時代
2010年12月6日にショーン・マーカムとのトレードで、トロント・ブルージェイズに移籍した。
2011年8月5日のボルチモア・オリオールズ戦で三塁手としてデビューした。初打席でトミー・ハンターから初安打となる適時打を放った。8月10日には本拠地ロジャーズ・センターでの初安打を満塁本塁打で飾り、9月5日にはサヨナラ本塁打を記録するなど、待望されたカナダ出身のスター候補の出現で、トロントの地元紙はロウリーを「聖杯」に例えて期待を寄せたが、9月21日の試合前の守備練習で右手中指を骨折してシーズン終了となった。MLBでは43試合の出場ながら打率.293・9本塁打・25打点・OPS.953という好成績を残した。
2012年5月15日のタンパベイ・レイズ戦では、ストライクの判定に激昂して地面に叩きつけたヘルメットが跳ね返って主審に当たり、退場処分を受けた。試合後にMLB機構から4試合の出場停止処分を受けた。125試合に出場し初めて規定打席に到達し、打率.273・11本塁打・48打点・13盗塁・OPS.729などを記録した。守備防御点（DRS）は全三塁手でトップの＋20を記録し、フィールディング・バイブル・アワードの最終選考にも残った。
2013年1月17日に第3回WBC本戦のカナダ代表が発表され、代表入りした。

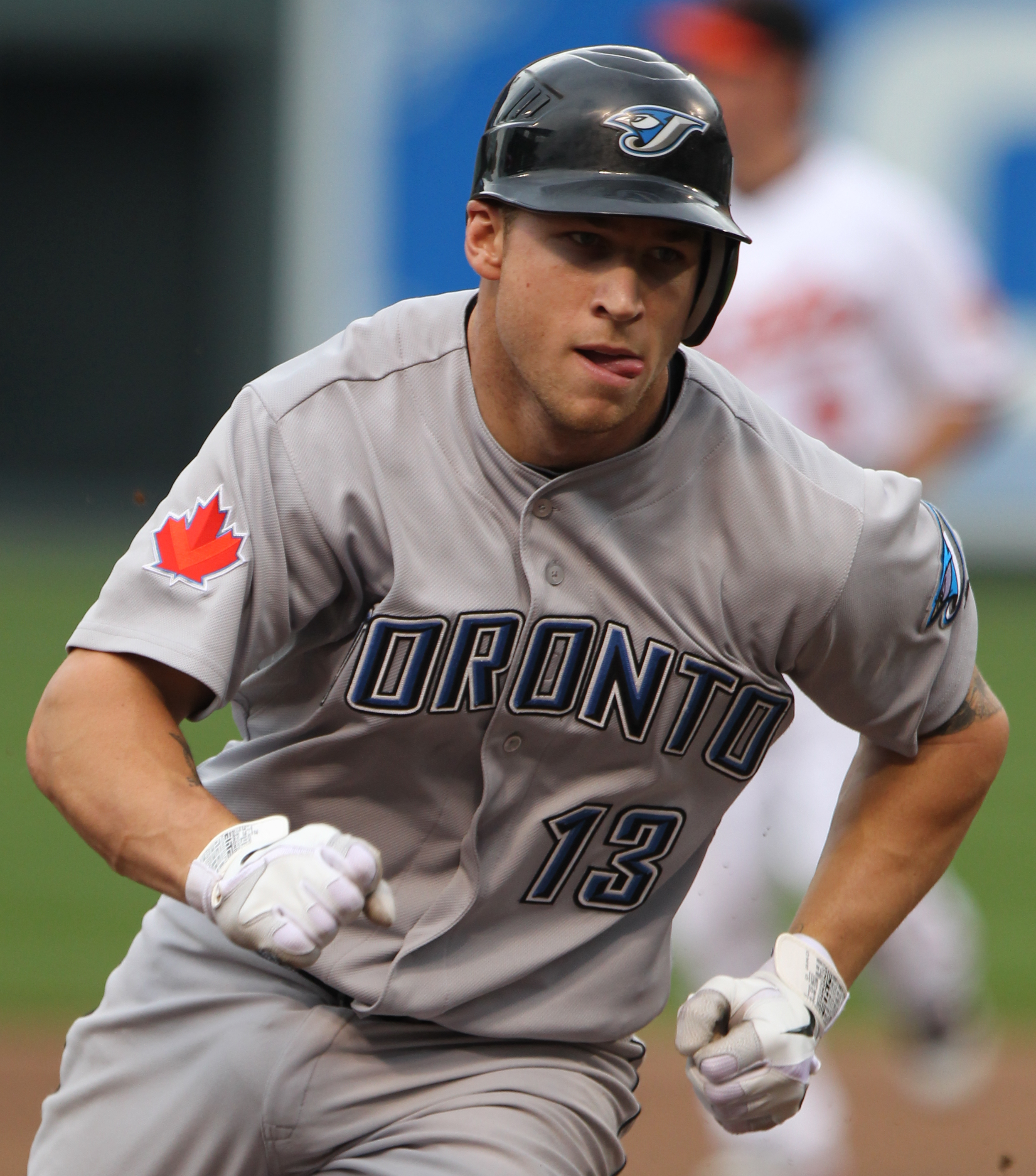
ブルージェイズ時代

レギュラーシーズンでは107試合の出場で、打率.254・11本塁打・46打点・9盗塁という成績を記録した。
2014年は、開幕から69試合の出場で自己最多の12本塁打を記録していたが、右手人差し指を故障し6月23日に15日間の故障者リストに入った。8月5日にメジャーに復帰し、1試合だけ出場したが、翌6日に左脇腹の故障のため再び故障者リストに入った。この年は度重なる故障のために70試合の出場に終わった。

### アスレチックス時代

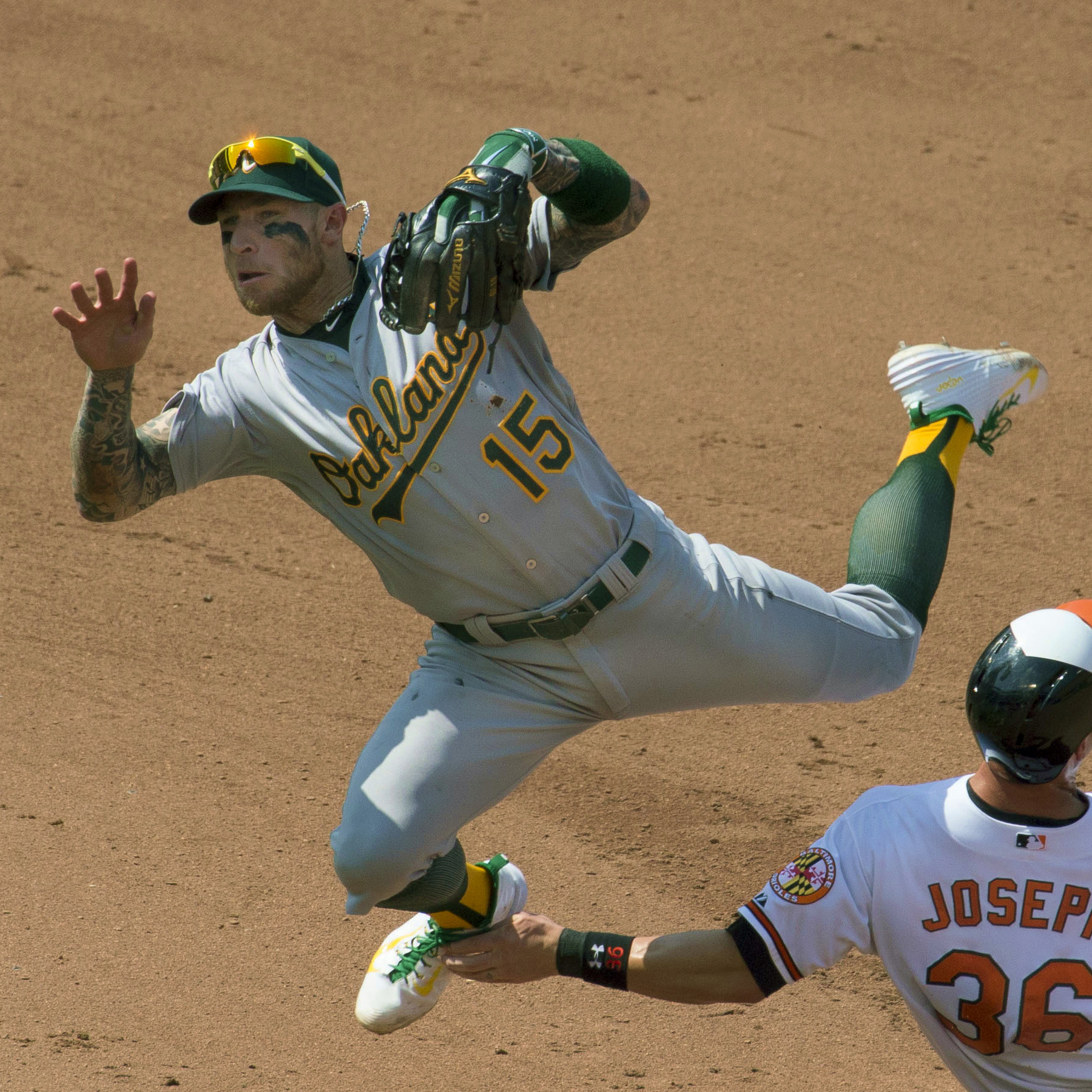
アスレチックス時代(2015年8月16日)

2014年11月28日にジョシュ・ドナルドソンとのトレードで、ショーン・ノリン、フランクリン・バレト、ケンドール・グレーブマンと共にオークランド・アスレチックスへ移籍した。
2015年1月17日に球団と年俸調停を回避し、1年契約192万5000ドルで契約を結んだ。この年は戦線離脱する事なく、146試合に出場して3シーズンぶりに規定打席に到達し、打率.260・いずれも自己最多の29二塁打・16本塁打・60打点という成績を残した一方で144三振を喫した。三塁手の守備は今一つで、109試合で守りに就いてア・リーグワースト3位タイの18失策を犯し、守備率.937・DRS -3という成績に終わった。また、42試合で二塁手も守り、6失策・守備率.972・DRS -3という成績で、こちらも芳しくなかった。

### ホワイトソックス時代
2015年12月9日にJ.B.ウェンデルケンとザック・アーウィンとのトレードで、シカゴ・ホワイトソックスに移籍した。
2016年、ホワイトソックスでは二塁手のレギュラーで起用された。7月27日にハムストリング痛で故障者リストに入った と、そのまま復帰せずにシーズンを終えた為、94試合の出場に留まった。打率.248・12本塁打・36打点・7盗塁という成績を残し、5年連続で2桁本塁打となった。二塁手の守備は、92試合で9失策・守備率.978・DRS -4という内容で、平均を下回った。
2017年3月3日に自由契約となり、同日にマイナーリーグ契約を結び引き続きスプリングトレーニングに招待選手として参加したが、5日に自由契約となった。

### ブルワーズ傘下時代
2019年2月にミルウォーキー・ブルワーズとマイナー契約を結び、2年ぶりの現役復帰を目指したが、故障からの回復が思わしくなく、試合に出場することなく6月に解雇された。

## 選手としての特徴
- 優れた打撃技術と身体能力の高さが魅力[26]。AA級時代の2010年には30盗塁を記録しており、三塁打も16本放っている。
- プロ入り後に転向した二塁手の守備は粗く、2010年は25失策を記録している。ブルージェイズ移籍後、三塁手へコンバートされた。三塁手としては広い守備範囲と強肩を誇り、高い評価を得るようになった。
- ポストシーズン出場には縁がなかった。

## 人物
- 姉のダニエル・ロウリー（英語版）はソフトボールのカナダ代表の投手。

## 詳細情報

### 年度別打撃成績
| 年 度    | 球 団    | 試 合 | 打 席 | 打 数 | 得 点 | 安 打 | 二 塁 打 | 三 塁 打 | 本 塁 打 | 塁 打 | 打 点 | 盗 塁 | 盗 塁 死 | 犠 打 | 犠 飛 | 四 球 | 敬 遠 | 死 球 | 三 振 | 併 殺 打 | 打 率 | 出 塁 率 | 長 打 率 | O P S |
| -------- | -------- | ----- | ----- | ----- | ----- | ----- | -------- | -------- | -------- | ----- | ----- | ----- | -------- | ----- | ----- | ----- | ----- | ----- | ----- | -------- | ----- | -------- | -------- | ----- |
| 2011     | TOR      | 43    | 171   | 150   | 26    | 44    | 8        | 4        | 9        | 87    | 25    | 7     | 1        | 2     | 0     | 16    | 1     | 3     | 31    | 0        | .293  | .373     | .580     | .953  |
| 2012     | TOR      | 125   | 536   | 494   | 73    | 135   | 26       | 3        | 11       | 200   | 48    | 13    | 8        | 2     | 2     | 33    | 0     | 5     | 86    | 9        | .273  | .324     | .405     | .729  |
| 2013     | TOR      | 107   | 442   | 401   | 41    | 102   | 18       | 3        | 11       | 158   | 46    | 9     | 5        | 1     | 3     | 30    | 1     | 7     | 68    | 8        | .254  | .315     | .397     | .712  |
| 2014     | TOR      | 70    | 282   | 259   | 27    | 64    | 9        | 0        | 12       | 109   | 38    | 0     | 0        | 0     | 2     | 16    | 0     | 5     | 49    | 0        | .247  | .301     | .421     | .722  |
| 2015     | OAK      | 149   | 602   | 562   | 64    | 146   | 29       | 3        | 16       | 229   | 60    | 5     | 2        | 3     | 4     | 28    | 1     | 5     | 144   | 8        | .260  | .299     | .407     | .706  |
| 2016     | CWS      | 94    | 384   | 351   | 35    | 87    | 22       | 0        | 12       | 145   | 36    | 7     | 3        | 0     | 1     | 30    | 2     | 2     | 109   | 3        | .248  | .310     | .413     | .723  |
| MLB：6年 | MLB：6年 | 588   | 2417  | 2217  | 266   | 578   | 112      | 13       | 71       | 929   | 253   | 41    | 19       | 8     | 12    | 153   | 5     | 27    | 487   | 28       | .261  | .315     | .419     | .734  |

### 年度別守備成績
| 年 度 | 球 団 | 三塁手 | 三塁手 | 三塁手 | 三塁手 | 三塁手 | 三塁手   | 二塁手 | 二塁手 | 二塁手 | 二塁手 | 二塁手 | 二塁手   |
| 年 度 | 球 団 | 試 合  | 刺 殺  | 補 殺  | 失 策  | 併 殺  | 守 備 率 | 試 合  | 刺 殺  | 補 殺  | 失 策  | 併 殺  | 守 備 率 |
| ----- | ----- | ------ | ------ | ------ | ------ | ------ | -------- | ------ | ------ | ------ | ------ | ------ | -------- |
| 2011  | TOR   | 43     | 38     | 120    | 6      | 10     | .963     | -      | -      | -      | -      | -      | -        |
| 2012  | TOR   | 123    | 84     | 273    | 17     | 23     | .955     | -      | -      | -      | -      | -      | -        |
| 2013  | TOR   | 103    | 68     | 189    | 10     | 19     | .963     | 6      | 12     | 9      | 2      | 2      | .913     |
| 2014  | TOR   | 63     | 42     | 82     | 2      | 10     | .984     | 32     | 53     | 69     | 2      | 19     | .984     |
| 2015  | OAK   | 109    | 69     | 197    | 18     | 15     | .937     | 42     | 92     | 114    | 6      | 28     | .972     |
| 2016  | CWS   | -      | -      | -      | -      | -      | -        | 92     | 157    | 242    | 9      | 59     | .978     |
| 通算  | 通算  | 441    | 301    | 861    | 53     | 77     | .956     | 172    | 314    | 434    | 19     | 108    | .975     |

- 上記の他に2012年に遊撃手として1試合出場
- 太字は当該ポジションでリーグ1位

### 記録
MLB
- ウィルソン優秀守備選手賞（英語版）：1回（2012年、三塁手部門）

MiLB
- オールスター・フューチャーズゲーム選出：2回（2009年 - 2010年）

#### 諸記録
- サヨナラ本塁打：2回（2011年9月5日、2012年5月1日）
- 初回先頭打者本塁打：2回（2012年6月18日、7月22日）
- ランニング本塁打：1回（2016年6月25日）

### 背番号
- 13（2011年 - 2014年）
- 15（2015年 - 2016年）

### 代表歴
- 2008年北京オリンピックカナダ代表
- 2009 ワールド・ベースボール・クラシック・カナダ代表
- 2013 ワールド・ベースボール・クラシック・カナダ代表